# Tartarosz

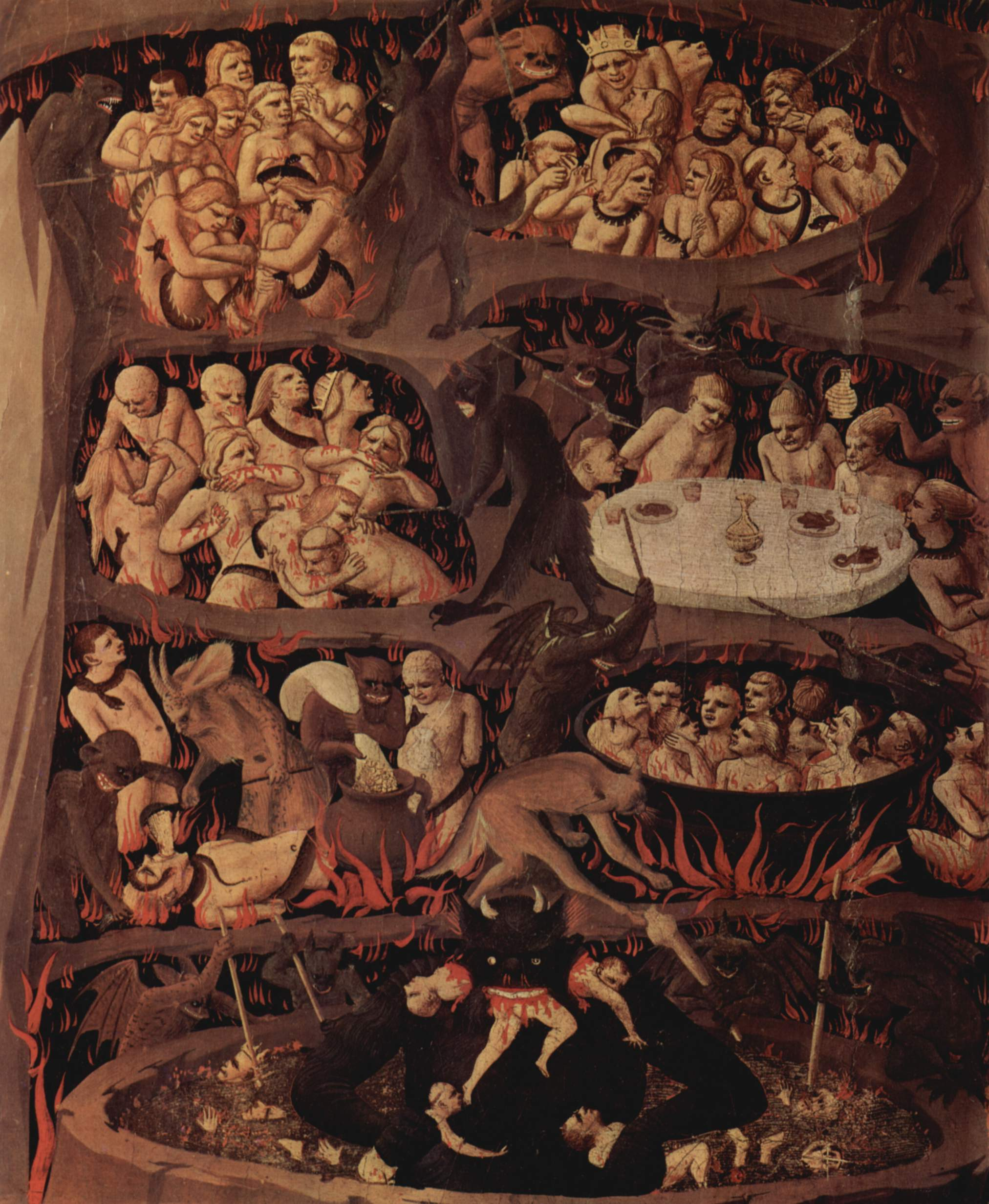
Angelico: Utolsó ítélet – A Tartarosz a pokol legmélyebb és legsötétebb helye

Tartarosz a halál utáni életben az örökös kín, a szenvedés és a bűnhődés helye – a kereszténységben a pokol, a pogány vallásokban az alvilág, a hinduizmusban Naraka, a judaizmusban a gyehenna, az iszlámban a Jahannam, a kínai buddhizmusban Di Yu megfelelője. 

## Tartarosz a görög mitológiában
A görög mitológiában Tartarosz a félelmetes alvilági szakadék istene, és egyben az alvilág része – Hadész alatt elterülő legsötétebb mélység, a legsúlyosabb büntetések helyszíne. Az ókori orphikus források és misztikus iskolák tanai szerint Tartarosz az egyik alaktalan őselem, amely egyidős a fény és a kozmosz születésével. Másutt a Khaoszból kiemelkedő princípiumok egyike: Tartarosz, Gaia és Erósz együtt hozták mozgásba az univerzumot.
Hésziodosz az Istenek születése (Theogony) című műve alapján Tartarosz Aithér és Gaia fia, Tüphón és Ekhidna nemzője. Elhelyezkedéséről így ír: Az égből ledobott bronz üllő kilenc napig zuhan mire eléri a földet, és az üllő további kilenc napon át zuhan a földtől, míg a tizediken eléri Tartaroszt. Homérosz az Iliaszban úgy regéli, hogy Tartarosz „épp olyan távol van Hadész alatt, mint amennyire az ég a föld fölött.” Feneketlen mélység, ahová a nap fénye soha el nem hatol: hasadék, amelyet hatalmas bronzfal zár körül; nyirkos, homályba vesző silány, sötét gödör. 
A görög mitológia szerint Hekaté istennő volt a Tartarosz kormányzónője.
A görög mitológiában Hadész volt a holtak lakhelye, Tartarosz pedig az alvilág legsötétebb mélysége. Az Ég és a Föld – Uranosz és Gaia – első gyermekei formátlan szörnyalakok, „százkezű” hekatonkheirek és „kerekszemű” küklópszok voltak. Apjuk annyira elborzadt tőlük, hogy megkötözte és Tartaroszba hajította őket. Kronosz apja elleni lázadása idején rövid időre kiszabadultak, de amikor a titánok megszilárdították hatalmukat, az óriásokat újra bilincsbe verték és börtönük ismét Tartarosz lett. Innen Zeusz mentette ki őket, hogy a titanomakhiában az olümposzi istenek oldalán harcoljanak. Az Olümposz istenei később magukat a titánokat száműzték Tartaroszba, és őreiknek a százkezű óriásokat tették meg. (Persze, nem minden titán került az alvilág fenekére – Atlasz, Epimétheusz, Métisz, Menoetiusz és Prométheusz sohasem bűnhődtek Tartaroszban.) Az istenekre támadó rettentő szörnyeteg, Tüphón (Tartarosz isten és Gaia fia), sorsa is a tartaroszi sínylődés lett. 
Eredetileg Tartarosz az olümposzi istenek uralmát veszélyeztető lények börtöne volt. Csak a későbbi mondákban jelenik meg a bűnösök szenvedésének színtereként. Itt ismerik meg a hiábavaló munka okozta szenvedést a danaidák – Danaosz férjgyilkos leányai, vagy Sziszüphosz, akinek az állandóan visszagörgülő sziklát kell újra és újra fölhengergetnie egy hegyre. Itt szenved Ixión, Héra csábítója, akit Zeusz örökké forgó tüzes kerékhez kötöztetett. Tantalosz király, aki ételt és ambróziát lopott az istenek lakomájából, amelyet később halandó barátai társaságában fogyasztott el. Tartaroszi büntetése az örökös szomjúság és éhezés lett: nyakig áll a hűs vízben, de amikor inni próbál, a habok szétfutnak előle, feje fölé gyümölcsöktől roskadozó ágak borulnak, de ha megpróbálja leszakítani őket elérhetetlen magasba emelkednek. 
Rhadamanthüsz, Aiakosz és Minósz az igazság bírái, ők jelölik ki a holtak túlvilági helyét földi életüknek megfelelően, ők döntik el melyik léleknek kell Tartaroszban szenvednie. Rhadamanthüsz bírálta el az ázsiai lelkeket; Aiakosz az európai lelkeket, és Minósz mondott ítéletet a görögök lelkei felett.

## Tartarosz a római mitológiában
A római mitológiában Tartarosz az alvilág azon része, ahová a bűnösök kerülnek. „Vergilius, aki a sztoikus nézeteket ötvözi a hagyományos antik alvilágfelfogással, az Aeneis VI. énekében részletesen leírja az alvilágot a büntetések fokozataival együtt.” Tartarosz óriási árnyország, a rémségek lakhelye, hol mindent elborít a gyász és a kétségbeesés. A lángoló Phlegethón folyó öleli körül és háromszoros fal állít gátat a szökni próbáló bűnösöknek. Itt őrködik a lernéi hidra – ötven fekete pofájával vicsorogva őrzi a csikorgó kaput, mely olyan kemény mint a gyémánt, és nincs eszköz ami átvágná. Belül vastag falak és magas vastornyok állnak. Az egyik toronyban a fekete szárnyú Tisziphoné, a borzalmas Erinnüszök egyike, a bosszú megtestesítője lakik, aki éjjel és nappal szöges korbácsával még itt, a halálon túl is üldözi áldozatait.

## A pokol a keresztény hitben
”Mert ha nem kedvezett az Isten a bűnbe esett angyaloknak, hanem mélységbe taszítván, a sötétség lánczaira adta oda őket, hogy fenntartassanak az ítéletre;” (Károli Gáspár fordítása)
A Biblia II. Péter levél 2:4 soraiban a pokol a világ alsó részeként jelenik meg, ahová Isten ítéletéből a letaszított angyalok vagy démonok kerülnek. Bár a Kereszténység doktrínáiban a kifejezés nem szerepel, mégis számos Biblia-fordításban a pokol és a való világ elhelyezkedése megegyezik Tartarosznak a görög mítoszokból ismert leírásával. A Biblia Júdás levele 6. versében a pokol úgy jelenik meg, mint a 'teljes sötétség'.
Később a Jelenések könyvében (21:8) a „pokol kénköves tüzére” is találunk utalást: „A gyáváknak pedig és hitetleneknek, és útálatosoknak és gyilkosoknak, és paráznáknak és bűbájosoknak, és bálványimádóknak és minden hazugoknak, azoknak része a tűzzel és kénkővel égő tóban lesz, a mi a második halál.” (Károli Gáspár fordítása) „Ez a büntetés és bűnhődés színhelye, a fénytől, azaz Istentől való megfosztottság állapota, az emberi létezés végső, helyrehozhatatlan bukása.”

## Lásd még
- Élüszion
- Pokol
- Hadész

## Idézett művek
1. 1 2  Szimbólumszótár, Pokol. [2006. május 2-i dátummal az eredetiből archiválva]. (Hozzáférés: 2006. október 27.)